# Saint-Romain-les-Atheux
Saint-Romain-les-Atheux este o comună în departamentul Loire din sud-estul Franței. În 2009 avea o populație de 942 de locuitori.

## Evoluția populației
| An        | 1975 | 1982 | 1990 | 1999 | 2006 | 2009 |
| --------- | ---- | ---- | ---- | ---- | ---- | ---- |
| Populație | 385  | 700  | 780  | 816  | 905  | 942  |